# Önska (radioprogram)
Önska (stundtals Önska av Pontus Enhörning) var ett radioprogram som sändes i Sveriges Radio P3 mellan januari 1995 och december 2001. Huvudsaklig programledare var Pontus Enhörning. Som bisittare, sketchmakare och inhoppande programledare fungerade David Batra, Jörgen Lötgård och Claes Gellerbrink. 
Programmet sändes vardagar under lunchtid och tidiga eftermiddagar. Lyssnarna önskade musiken, ofta ringde programledaren upp de som önskat och pratade med dem. Önska innehöll också längre jinglar och sketcher.  

## Grönska
Under somrarna 1997–2000 sändes på programmets tid i stället det snarlika programmet Grönska. Programledare var bland andra Kajsa Ingemarsson, Hasse Pihl, Kjell Eriksson, Mikael Syrén och David Batra. 